# عامر شفيع
عامر شفيع محمود صباح (مواليد 14 فبراير 1982) هو لاعب كرة قدم أردني معتزل. كان يلعب في مركز حارس المرمى وكان حارس أساسي لمنتخب الأردن. والعنصر الرئيسي في المنتخب الأردني الذي كاد أن يتأهل إلى كأس العالم 2006 وكأس العالم 2014.
يحمل عامر شفيع رقماً قياسياً من خلال مشاركته في جميع المباريات التي خاضها منتخب الأردن في نهائيات كأس آسيا، حيث لعب 15 مباراة على امتداد 4 نهائيات، ويتقدم عليه فقط الأوزبكي ايغناتي نستيروف الذي شارك في 5 نهائيات.
لعب عامر شفيع 168 مباراة دولية مع المنتخب الأردني، حيث يعتبر ثالث أكثر حراس المرمى في تاريخ كرة القدم العالمية خوضاً للمباريات الدولية بعد السعودي محمد الدعيع (178 مباراة) والإيطالي جانلويجي بوفون (174 مباراة).

## مسيرته الرياضية
بدأ عامر شفيع مسيرته الرياضية مع ناشئي اليرموك عام 1994 وكان يبلغ من العمر 17 عاماً، ولعب مع منتخب الشباب عام 1997 . انضم بسرعة إلى المنتخبات الوطنية حيث تولى حراسة مرمى المنتخب الوطني الأول منذ عام 2000 بعد أن قام المدرب المصري محمود الجوهري بمنحه فرصة الانضمام إلى المنتخب الوطني، فقد أراد الجوهري عند قدومه إلى الأردن بناء جيل جديد من النجوم في المنتخب الوطني وتوجه لاختيار شفيع الذي كان يبلغ من العمر 20 عاماً آنذاك.
لعب دوراً كبيراً في حصول المنتخب الأردني على بطاقة التأهل للمرة الأولى في تاريخه إلى نهائيات كأس آسيا عام 2004 في الصين، بعدما حافظ على نظافة شباكه في ثلاث مباريات، مرتين أمام لبنان ومرة أمام كوريا الشمالية. وهو ما دفع النادي الفيصلي للتعاقد معه لموسم 2004 -2005.
وفي النهائيات، أعلن عامر شفيع عن نفسه ضمن نجوم القارة، بعدما قدم عروضاً رائعة ساهمت في تأهل المنتخب الأردني عن المجموعة التي كانت تضم الأبطال السابقين: الكويت وكوريا الجنوبية إلى جانب منتخب الإمارات وصيف بطل عام 1996، حيث حافظ على نظافة شباكه في المباريات الثلاث.
وفاجأ المنتخب الأردني الجميع خلال مشاركته الأولى في البطولة القارية، قبل أن يتواجه مع اليابان في الدور ربع النهائي، وسيطر التعادل 1-1 على نتيجة المباراة في الوقت الأصلي والإضافي، فتم اللجوء إلى ركلات الترجيح، وتصدى خلالها عامر شفيع لركلة الجزاء التي نفذها يوجي ناكازاوا، إلا أن المنتخب الأردني خسر في النهاية بواقع 3-4 وخرج من البطولة.
كما لعب عامر شفيع مع الاسماعيلي المصري عام 2005 قبل أن يعود إلى اليرموك  (موسم 2005 -2006) وأخيرا مع الوحدات منذ 2006 وحتى اعتزاله. يملك شفيع سجلا حافلا من خلال تواجده اللافت في الاحداث التي مر عليها مع المنتخب الوطني، فبالإضافة إلى النهائيات الاسيوية 2004، برز في النهائيات التي جرت في الدوحة عام 2011 ونال لقب أفضل لاعب في أكثر من مباراة.
ورغم عدم نجاح منتخب الأردن في التأهل إلى كأس آسيا عام 2007، إلا أن شفيع واصل مسيرته المميزة على مستوى الأندية، وساهم في بلوغ الوحدات قبل نهائي كأس الاتحاد الآسيوي عام 2011، حيث تلقت شباكه 5 أهداف فقط في 10 مباريات، قبل الخسارة أمام ناساف الأوزبكي الذي توج باللقب.
وعاد منتخب الأردن من جديد إلى النهائيات القارية بعدما تأهل إلى كأس آسيا عام 2011 في قطر، وتألق شفيع من جديد ليحافظ على نظافة شباكه في المباراة التي فاز فيها الفريق على السعودية 1-0 ليحصل على بطاقة التأهل إلى ربع النهائي.
وفي ربع النهائي خسر المنتخب الأردني أمام أوزبكستان 1-2 لتنتهي رحلة الفريق في المنافسة، لكن الفريق اكتسب الخبرة التي جعلته منه ضيف قائم في البطولة القارية، حيث شارك في نهائيات 2015 في أستراليا، ثم عاد إلى دور الـ16 في نسخة الإمارات 2019 عندما خسر من جديد بفارق ركلات الترجيح أمام فيتنام.
وفي مباراة ودية أمام الهند عام 2017 انضم عامر شفيع إلى عدد قليل من حراس المرمى الذين سجلوا على المستوى الدولي، بعدما سدد الكرة من داخل منطقة مرماه لترتد من الأرض وتخدع الحارس الهندي غوربريت سينغ، ليكون هذا الهدف الدولي الوحيد في مسيرته الرياضية.
كما لعب شفيع مع نادي الفيحاء السعودي، حيث انضم إلى صفوفه على سبيل الإعارة عام 2019، قبل أن تتحول الصفقة إلى تعاقد كامل.

## اعتزاله
أعلن اعتزاله في 8 فبراير 2021 بعد أن وصل عامه الـ38، لينهي مسيرة 25 عامًا في ملاعب كرة القدم. حيث قال خلال فيديو، نشره الحساب الرسمي للاتحاد الأردني لكرة القدم، عبر موقع التواصل الاجتماعي «تويتر»: «اليوم أتحدث معكم عن أصعب قرار اتخذته بحياتي، بعد تفكير طويل واستشارة كافة المقربين لي، اليوم أعلن لكم بشكل رسمي انتهاء مسيرتي في الملاعب التي امتدت لأكثر 25 عامًا، قدمت خلالها كل جهدي لخدمة الكرة الأردنية ومنتخباتها».

## إنجازاته
- الدوري الأردني للمحترفين (7): 2008، 2009، 2011، 2014، 2015، 2016، 2018
- كأس الأردن لكرة القدم (4): 2009، 2010، 2011، 2014
- درع الاتحاد الأردني (3): 2009، 2010، 2011
- كأس السوبر الأردني (5): 2008، 2009، 2010، 2011، 2014

## روابط خارجية
- عامر شفيع على موقع الاتحاد الدولي (مؤرشف)  (الإنجليزية)
- عامر شفيع على موقع قاعدة بيانات كرة القدم.إي يو (الإنجليزية)
- عامر شفيع على موقع ناشيونال فوتبول تيمز (الإنجليزية)
- عامر شفيع على موقع Soccerway.com (الإنجليزية)
- عامر شفيع على موقع كووورة